# 이시다촌 (니가타현)
이시다촌(石田村)은 니가타현 기타칸바라군에 설치되었던 촌이다.